# Tormentil·la
La tormentil·la, consolda roja, dits de Santa Maria, estrelletes o set-en-rama (Potentilla erecta), és una planta herbàcia de la família de les rosàcies.

## Distribució
Es pot trobar en molts llocs de la zona eurasiàtica. A Catalunya es troba als Pirineus i als territoris olositànic i catalanídic.

## Etimologia
El nom de "potentilla" prové del mot llatí "potens", que vol dir potent, degut a les fortes propietats medicinals d'algunes espècies. El nom d'"erecta" es deu a la seva disposició erecta.
Per altra banda, la denominació popular de tormentil·la o tormentilla es deu al fet que aquesta planta s'utilitza des de l'Edat Mitjana per calmar el que es coneixien com a "torments" (còlics intestinals).

## Ecologia
Viu entre els 100 i els 2300 metres per sobre del nivell del mar. Habita landes, pasturatges, boscos aclarits, prats alpins, rouredes humides, molleres i altres prats higròfils. Preferentment sobre sòls àcids i humits, de substrat silícic. Floreix a partir del mes de maig, fins a l'agost.

## Descripció
Herba perenne amb les gemmes hivernants enterrades (hemicriptòfit) que fa uns 30 cm d'altura. El rizoma, que és curt i cilíndric, d'uns 3 cm de diàmetre, llenyós amb un color bru fosc a l'exterior i vermell a l'interior, és la part utilitzada medicinalment. Del rizoma emergeixen una sèrie de tiges primes, esveltes, no ramificades i procumbents, bastant frèvoles comparades amb el rizoma. De vegades no són prou fortes com per alçar-se i queden reposant a terra. Anualment produeix unes rosetes basals de fulles palmatisectes, amb tres folíols ovalats i dentats (rarament 4 o \d), i un parell d'estípules triangular-laceolades. De les aixelles d'aquestes fulles surten unes branques primes i molt ramificades, amb fulles similars a les de la roseta però quasi sèssils i amb estípules similars als folíols.
És hermafrodita i entomòfila. Les flors inferiors es presenten de manera individual, mentre que la resta es troben en cimes laxes i folioses. Tenen quatre bràctees similars morfològicament a les fulles vegetatives que formen un epicalze, el qual protegeix el calze. Les flors són petites, grogues, amb un llarg peduncle i creixen oposades a les fulles i les branques. El periant és diferenciat i tetràmer. La corol·la és del tipus cruciforme i els seus pètals lliures presenten un color més fosc a la base. L'androceu presenta multitud d'estams, normalment 16. El gineceu és apocàrpic i té entre 4 i 15 carpels lliures.
El fruit és un poliaqueni. Nous ovades amb fissures, encara que poden ser llises. A l'interior contenen una sola llavor.

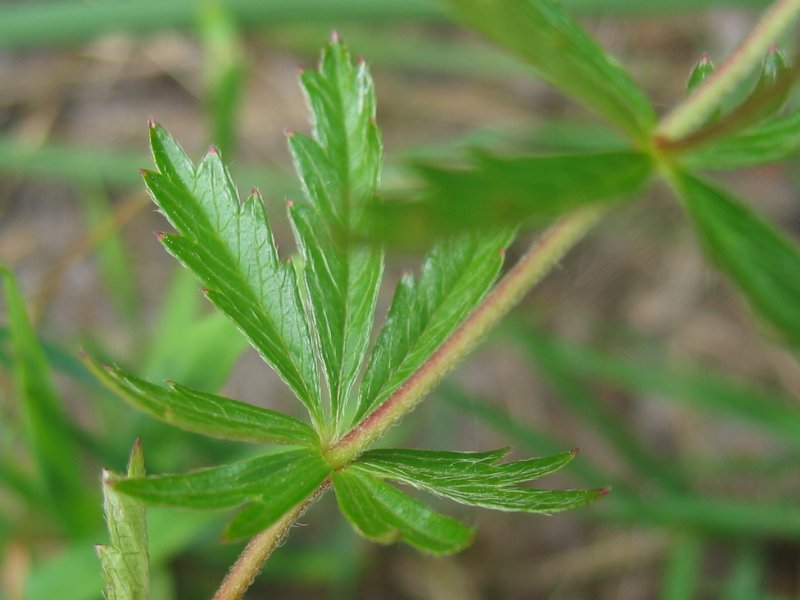
Fulla de Tormentil·la

## Substància vegetal.Principis actius
S'utilitza el rizoma, on hi trobem:
- Tanins (15-20%). Fonamentalment presenta tanins catèquics, que quan s'assequen i s'emmagatzemen es van convertint en flobafens, i en menor quantitat, tanins gàlics (3,5%), com agrimònia, àcid gàl·lic, àcid el·làgic, pedunculagina, olevigatines B i F.
- Flavonoides. Fonamentalment kaempferol, cianidoglucòsid, galocatecol i epigalocaterol.
- Triterpens. Hi apareix tormentòsid, el glucòsid de l'alcohol triterpènic tormentol. També àcid ursòlic i àcid epi-pomòlic.
- Àcids fenil-carboxílics: àcid cafèic, àcid p-cumarínici i àcid sinàpic.

## Acció farmacològica
- Els tanins de la tormentilla s'uneixen a les proteïnes i les precipiten, exercint un efecte astringent de la pell i formant una capa protectora. Per tant, és també un bon antidiarreic (potenciat per l'efecte antisèptic dels tanins).
- Hemostàtic local i cicatritzant.
- S'han evidenciat els seus efectes com a antiinflamatori (pels polifenols).

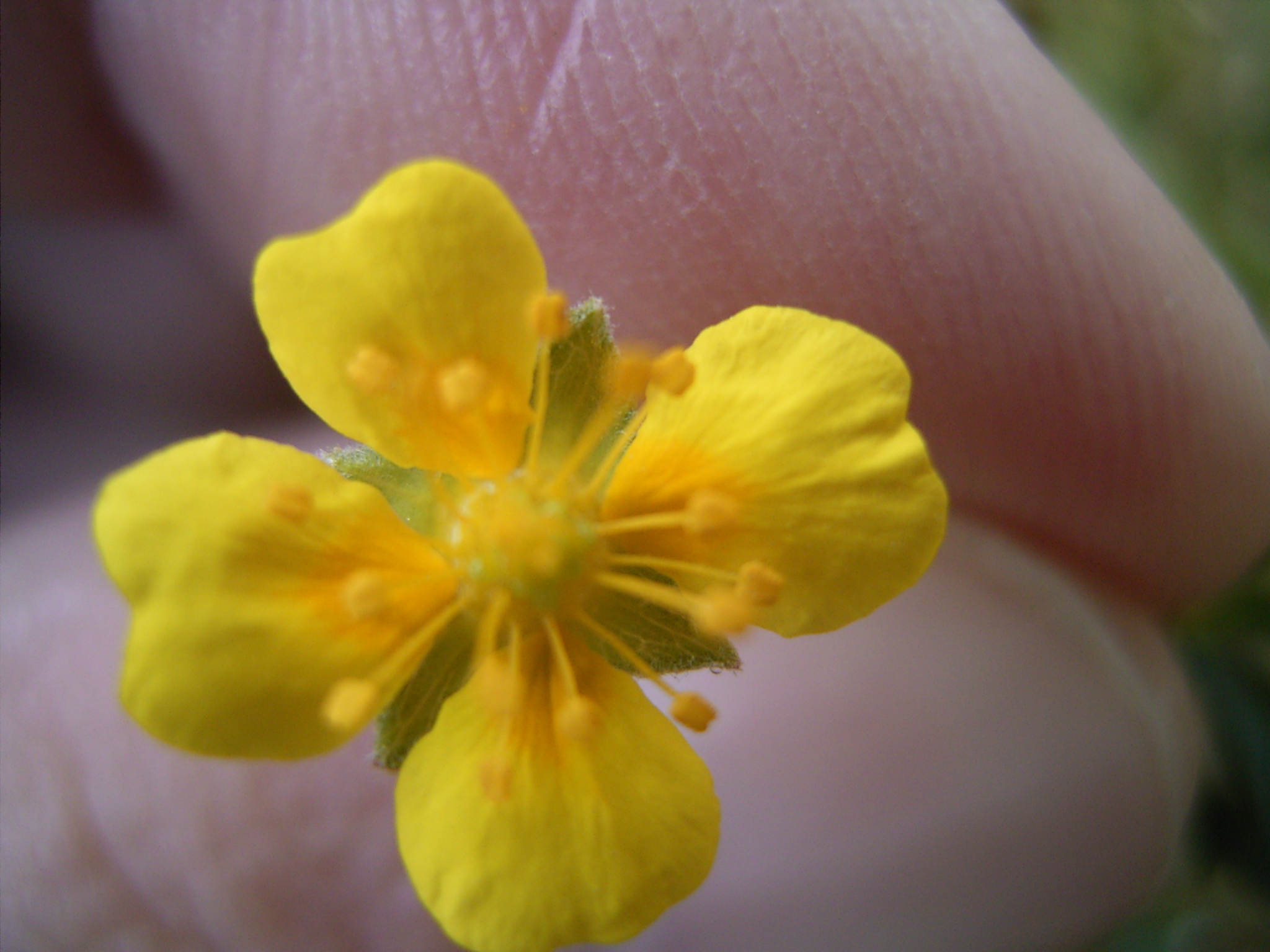
Flor de tormentil·la

- Antibacterià (pel tormentòsid).
- Antialergènic.
- Antihipertensiu.
- Immunoestimulant.
- Antiviral.

## Usos
- Tractament de diarrea aguda, d'origen bacterià o no: calma els dolors còlics deguts a espasmes intestinals que acompanyen les diarrees. En forma d'infusió, que es prepara amb la decocció de 30 g de rizoma per litre d'aigua. Es prenen 3 o \d tasses diàries fins a tallar la diarrea.
- Afeccions bucofaríngies com l'estomatitis o la faringitis: en forma d'esbandides locals i gargarismes.
- Afeccions dèrmiques com dermatitis, lesions cutànies, úlcera cutània i cremades.
- Coadjuvant en el tractament de la hipertensió arterial.
- Hemorroides: en aplicació local les desinflama i aconsegueix que deixin de sagnar.
- Fragilitat capil·lar, hemorràgies uterines, conjuntivitis i vulvovaginitis.
- Epistaxis: aplicada en irrigació o mullant un tampó.

## Toxicitat
Degut a l'efecte irritant dels tanins pot provocar algunes reaccions adverses, principalment digestives, com nàusees, vòmits, gastràlgia i gastritis. En casos poc freqüents pot causar una úlcera pèptica. Per contrarestar aquests efectes es pot usar arrel de malvavisc.

## Observacions
- És recomanat de prendre-la després dels àpats. Si la diarrea persisteix, no és recomanat l'ús d'aquesta planta durant més de 3 o \d dies.
- Els tanins exerceixen un efecte agressiu i irritant sobre la mucosa gàstrica, per la qual cosa, en cas d'hemorràgia digestiva, poden retardar la curació de l'úlcera.
- Cal tenir present el contingut alcohòlic de l'extracte fluid, i no administrar-lo a nens ni a persones en procés de desintoxicació etílica.